# Aristidis Konstandinidis
Aristidis Konstandinidis (gr. Αριστείδης Κωνσταντινίδης) – grecki kolarz szosowy, pierwszy mistrz olimpijski w kolarstwie szosowym.

## Życiorys
Swój największy sukces osiągnął na igrzyskach olimpijskich w Atenach, gdzie zdobył złoty medal w szosowym wyścigu ze startu wspólnego. W zawodach tych bezpośrednio Niemca Augusta von Gödricha oraz Brytyjczyka Edwarda Battela. Trasę Ateny-Maraton-Ateny o długości 87 km pokonał w czasie 3 godzin 22 minut i 31 sekund. Został tym samym pierwszym w historii mistrzem olimpijskim w tej konkurencji. Konstantinidis wygrał, mimo iż trzykrotnie spadł z roweru. Do mety dojechał na pożyczonym rowerze po tym, jak uszkodził swój własny. Ponadto Konstantinidis był współzałożycielem Ateńskiego Związku Kolarskiego.